# Hantavírus
A hantavírus a bunyavírusfélék családjába tartozó vírus; az embernél haemorhágiás lázat okoz.

## Felfedezésének története
1950–53-as koreai háború alatt az Egyesült Nemzetek Szervezete hadseregét vérzéses láz járványa sújtotta, amelyben több mint kétezer katona fertőződött meg. A hantavírus pulmonalis szindrómát először 1993-ban az USA-ban írták le/fedezték fel.

## Hantavírus pulmonalis szindróma

### A fertőzés módja
Az ember az állati vizelettel szennyezett vízzel vagy talajjal érintkezve fertőződhet.
A kórokozó legtöbbször a légutakon keresztül hatol be a megszáradt vizeletből képződő porral együtt. A vírus fertőzőképes lehet a bőrkontaktuson, illetve felsértett bőrfelületen keresztül is.

### A vírus hordozói, terjesztői
A vírus hordozói és terjesztői a rágcsálók. A vírus nagy mennyiségben főleg a vizeletben és a száraz ürülékben található, de a vírushordozó torkában is jelen van.

### A fertőzés tünetei
- láz
- hányás
- köhögés
- izomfájdalmak
- veseelégtelenség
- borzongás
- légúti tünetek (tüdőödéma)

### Földrajzi eloszlás és járványtan
Európában és Ázsiában évente átlagosan 100 000 esetet regisztrálnak. Magyarországon 1952 és 1993 között 191 esetet észleltek. A fertőzések gyakorisága esős időjárási viszonyok, illetve esős évszakok, árvizek esetén nő.

## Bibliográfia
- J. M. Hungers, C.J. Peters, M. L. Cohen, and B. W. J. Mahy „Hantavirus Pulmonary Syndrome: An Emerging Infectious Disease” Science 262 (1993):850.
- B.W.J. Mahy and C. J. Peters.  „Current Problems with Viral Hemorrhagic Fevest” In Microbe Hunters Past and Press, ed. H. Koprowski and M. B. Oldstone, pp. 257–66.Bloomington, Ill, 1996.
- Peters CJ et al. Hantavirus pulmonary syndrome: the new American hemorrhagic fever. Clin Infect Dis 2002;34:1224.
- Seminars in Respiratory Infections. 1997 Mar; 12(1): 31-9. (41 ref) Hantavirus pulmonary syndrome
- L.H Elliott, T. G. Ksiazek, P E. Rollins, et al. „Isolation of the Causative Agent of Hantavirus Pulmonary Syndrome” Am. J. Trop. Med. Hyg. 51 1994 :102
- Bernard LeGuenno. „Emerging Viruses” Sientific American October 1995.